# Brodki (Ukraina)
Brodki (ukr. Бродки) – wieś na Ukrainie w rejonie stryjskim (do 2020 roku w rejonie mikołajowskim) obwodu lwowskiego. Liczy ok. 420 mieszkańców.
Pod koniec XIX orne pola i pastwiska nosiły nazwę Kopanie.